# William Bianda
William Ludovic Brandon Bianda (* 30. April 2000 in Suresnes) ist ein französischer Fußballspieler.

## Karriere

### Verein
Bianda begann seine Karriere bei Red Star Paris. 2014 kam er in die Jugend des RC Lens. Im April 2017 debütierte er für die B-Mannschaft von Lens in der vierthöchsten Spielklasse, als er am 25. Spieltag der Saison 2016/17 gegen die B-Mannschaft des OSC Lille in der Startelf stand.
Im August 2017 stand er gegen den FC Sochaux erstmals im Kader der Profis von Lens. Im Dezember 2017 debütierte er schließlich für diese in der Ligue 2, als er am 18. Spieltag der Saison 2017/18 gegen den Paris FC über die gesamte Spielzeit am Feld stand. Bis Saisonende kam Bianda zu vier weiteren Einsätzen in der zweiten französischen Liga.
Zur Saison 2018/19 wechselte er nach Italien zur AS Rom, bei der er einen bis Juni 2023 laufenden Vertrag erhielt. Bei der AS Rom kam Bianda sowohl in der Saison 2018/19 als auch in der Saison 2019/20 in der U-19-Mannschaft zum Einsatz. Im September 2018 absolvierte er gegen Real Madrid sein erstes Spiel in der UEFA Youth League.
Anfang August 2020 wurde Bianda für die Saison 2020/21 an den belgischen Erstdivisionär SV Zulte Waregem ausgeliehen. Nach der Saison in Belgien kehrte er nach Frankreich zur AS Nancy zurück. Seit Juli 2022 war er wieder bei der AS Rom und ist seit Juni 2023 vereinslos.

### Nationalmannschaft
Bianda spielte im März 2016 erstmals für eine französische Jugendnationalauswahl. Mit der U-17-Auswahl nahm er 2017 an der Europameisterschaft teil, wo man Fünfter wurde. Bianda kam in vier von fünf Spielen der Franzosen zum Einsatz, lediglich im Viertelfinale fehlte der Verteidiger gesperrt.
Im selben Jahr nahm er mit der U-17-Mannschaft auch an der Weltmeisterschaft teil, wo man im Achtelfinale an Spanien scheiterte. Bianda kam in allen Spielen Frankreichs über die volle Spielzeit zum Einsatz.
Im September 2018 spielte er gegen Slowenien erstmals für die U-19-Auswahl.